# Véras Fawaz
Véras Fawaz (16 juli 1993, Emmen) is een Nederlands muzikant, filmregisseur, editor en youtuber. Hij is het meest bekend door zijn werk op het YouTube-kanaal Fijne Vrienden, maar publiceert ook content op een eigen account, Véras. Na het uitbrengen van de twee ep's Ali en Destructie, respectievelijk uitgebracht in 2018 en 2020, bracht hij zijn onafhankelijke debuutalbum Het Niets uit op 5 januari 2023.

## Biografie
Véras Fawaz is van Libanese afkomst. Hij liep in 2012 stage bij Power Unlimited en TowelTV in Nederland. In 2014 startte Fawaz samen met George en Samuel het YouTube-kanaal Fijne Vrienden. Het doel van het kanaal was dat de groep "elke week op bezoek gaat bij de meest uitgesproken personen". In 2017 stopte het kanaal met anno 2023 134.000 abonnees. Op zijn persoonlijke YouTube-kanaal heeft hij meerdere samenwerkingen gehad, vooral in zijn serie Dagdromen met..., met onder andere Jiami Jongejan, Stefano Keizers, Kwebbelkop, Lize Korpershoek, OnneDi, Joost Klein, Acid en Marije Zuurveld. Van 2016 tot 2017 werkte hij mee aan het programma Rauwkost, een nieuw nieuws- en actualiteitenprogramma van de NTR als onderdeel van 3LAB. Ook was Fawaz vaak te zien in video's van het YouTube-kanaal Gierige Gasten.
Als regisseur heeft Fawaz meerdere muziekclips geregisseerd: 
- 'Scandinavian Boy' door Joost Klein
- 'Aan Het Einde van de Tijd' en 'Legokastelen' door Faberyayo
- 'Dan Maar Jij' door Merol
- 'Still in Love' door Bizzey
- 'Bieber van de Kroeg' voor Donnie en Mart Hoogkamer
- 'Love Myself' door Rondé
- 'Leugenaar' door Wies
- 'Noodgeval' en 'Stiekem' ft Maan door Goldband

Voor de VPRO regisseerde Fawaz de De Jas, een korte film als eerbetoon aan Wim Brands. In 2019 schreef, regisseerde en produceerde hij zijn eigen korte film getiteld Leeuw Panter Wolvin. Ook regisseerde hij een commercial voor Brouwerij de Eeuwige Jeugd. Begin 2023 werkte Fawaz aan de productie van een film met Gover Meit (Stefano Keizers) in de hoofdrol. Een jaar later registeerde hij de videoclip voor de Nederlandse inzending voor Eurovisiesongfestival 2024, 'Europapa', gezongen door Joost Klein.
Fawaz maakte zijn debuut als muzikant onder de naam Véras met de ep Ali, die op 16 juli 2018 onafhankelijk werd uitgebracht. Na de alleenstaande singles 'Ik Leef Nu', 'Onbereikbaar' en 'Meisje Met Zwart Haar', bracht Véras zijn tweede ep getiteld Destructie uit op 17 april 2020 onder het label Excelsior Recordings. Voor de uitgave werden er drie singles uitgebracht, met Stefano Keizers in het nummer 'Hallo'. Na 'Hou Nog Even Vol', 'Seks' en 'Ik Kom Eraan' bracht Véras op 5 januari 2023 zijn onafhankelijke debuut- en conceptalbum Het Niets uit. Begin 2022 verbleef hij een tijd op Vlieland om aan het album te werken, nadat hij het contact met zijn familie verbroken had, wat ook het verhaal van het album is. Fawaz vertelde over het album bij NPO Radio 1 "Het was een verhaal wat ik graag wilde vertellen. Nu ik dit heb gedaan ben ik heel blij en het liefst kijk ik nooit meer om." Op Het Niets verschenen ook Stefano Keizers, Gotu Jim, Ray Fuego en de zangeres van de band Wies, Jeanne Rouwendaal.

## Discografie

### Albums
| Jaar | Titel     | Details                                                                       |
| ---- | --------- | ----------------------------------------------------------------------------- |
| 2023 | Het Niets | - Releasedatum: 5 januari 2023 - Formaat: lp, digitaal - Label: Onafhankelijk |

### Ep's
| Jaar | Titel      | Details                                                                         |
| ---- | ---------- | ------------------------------------------------------------------------------- |
| 2018 | Ali        | - Releasedatum: 16 juli 2018 - Formaat: Digitaal - Label: Onafhankelijk         |
| 2020 | Destructie | - Releasedatum: 17 april 2020 - Formaat: Digitaal - Label: Excelsior Recordings |

### Singles
| Jaar | Titel                                           | Album      |
| ---- | ----------------------------------------------- | ---------- |
| 2017 | Boner in de Club (Met Joost Klein en Mick Spek) | Geen album |
| 2018 | Ik Leef Nu                                      | Geen album |
| 2018 | Onbereikbaar                                    | Geen album |
| 2018 | Stadskanaal                                     | Destructie |
| 2018 | Meisje Met Zwart Haar                           | Geen album |
| 2020 | Tyfoon                                          | Destructie |
| 2020 | Hallo (Met Stefano Keizers)                     | Destructie |
| 2021 | Hou Nog Even Vol                                | Geen album |
| 2021 | Seks                                            | Geen album |
| 2021 | Ik Kom Eraan                                    | Geen album |

## Filmografie

### Als regisseur

#### Videoclips
| Jaar | Titel                                                 |
| ---- | ----------------------------------------------------- |
| 2016 | Youtube Money door Fijne Vrienden ft. Lexxxus The Don |
| 2017 | Scandinavian Boy door Joost Klein                     |
| 2017 | René Froger door Donnie en Joost Klein                |
| 2017 | Kogels door Joost Klein                               |
| 2018 | Ome Robert door Joost Klein                           |
| 2019 | Still In Love door Bizzey ft. Lo-fi Le-vi             |
| 2019 | Dan Maar Jij door Merol                               |
| 2019 | Legokastelen door Faberyayo                           |
| 2020 | Red Ons door Yung Nnelg                               |
| 2020 | Lose Touch door Remme                                 |
| 2020 | Aan Het Einde van de Tijd door Faberyayo              |
| 2021 | Leugenaar door Wies                                   |
| 2021 | Noodgeval door Goldband                               |
| 2022 | Stiekem door Goldband en Maan                         |
| 2022 | Bieber van de Kroeg door Donnie en Mart Hoogkamer     |
| 2022 | Love Myself door Rondé                                |
| 2024 | Europapa door Joost Klein                             |

#### Korte films
| Jaar | Titel               |
| ---- | ------------------- |
| 2014 | Cloud Walker        |
| 2020 | Leeuw Panter Wolvin |
| 2020 | Hou Nog Even Vol    |
| 2021 | De Jas              |
| 2024 | Warm                |